# S/2003 J 16
S/2003 J 16 je přirozeným satelitem planety Jupiter. Objeven byl v roce 2003 skupinou astronomů vedenou Brettou J. Gladmanovou.
S/2003 J 16 má v průměru ~2 km, jeho oběžná dráha kolem Jupiteru se nahází ve vzdálenosti 20,744 Gm, oběhne jej jednou za 610,3 dnů, s inklinací 151° k ekliptice (149° k rovníku Jupiteru). Má retrográdní směr s excentricitou 0,3185. Patří do rodiny Ananke.